# SIL Open Font License
La SIL Open Font License (OFL) est à la fois une free software license (en) et une open-source license (en) conçue par SIL International dans le but de distribuer plusieurs de ses polices de caractères Unicode, incluant Gentium Plus, Charis SIL et Andika. L’Open Font License a été publiée la première fois en novembre 2005.
Cette licence est jugée libre par la Free Software Foundation, qui affirme que la distribution du programme hello world suffit à satisfaire l'exigence que les polices de caractères soumises à cette licence doivent être distribuées avec des logiciels vendus. Le projet Debian soutient cette thèse.